# Bridget Riley
Bridget Louise Riley (Londra, 24 aprile 1931) è una pittrice inglese, una dei principali esponenti del movimento artistico dell’Op art, corrente che si basa sul tentativo d'impressionare l’occhio umano.

## Biografia

### Gli inizi
Bridget, da giovane, studiò al Cheltenham Ladies College; dopo gli studi primari, studiò arte, dapprima al Goldsmiths College, e in seguito al Royal College of Art a Londra, dove, tra i suoi compagni, c'erano gli artisti Peter Blake e Frank Auerbach. Lasciò l'università presto, per prendersi cura del padre, malato e in difficoltà. In quel periodo soffrì di una depressione. Dopodiché, intraprese molti lavori, tra i quali l'insegnante di arte, e, più brevemente, nel settore artistico della società pubblicitaria J. Walter Thompson Company.

### Carriera
Verso la fine degli anni '50, Bridget iniziò a produrre opere in uno stile riconoscibilmente suo, ispirata da altri movimenti artistici e fonti. La sua principale fonte di studio e curiosità era il Puntinismo di Seurat: dopo aver analizzato il movimento e dipinto alcuni paesaggi, quello stile portò il suo interesse agli effetti ottici. I dipinti di Victor Vasarely, che negli anni '30 erano composti di linee e forme monocromatiche (cioè bianche e nere), ebbero una forte influenza nelle prime opere di Riley. Nei suoi lavori seguenti si può osservare l'influenza dei quadri futuristi; le maggiori somiglianze si notano con quelli del torinese Giacomo Balla. Fu proprio in questo periodo che Bridget iniziò a dipingere i quadri in bianco e nero per i quali oggi è maggiormente conosciuta. Presentano una grande varietà di forme geometriche (ad esempio cubi bianchi e neri alternati), che producono sensazioni di movimento grazie al colore, che sembra spostarsi da una figura all'altra. Nei primi anni '60, le opere di Riley ebbero la particolarità di far sentire, al visitatore, una sensazione di immersione nello spazio. Vennero esposti nella sua prima personale del 1962, a Londra, nella Galleria One di Victor Musgrave, come in numerose seguenti mostre. Visualmente, queste opere si riferiscono a molte preoccupazioni del periodo: per ravvivare la partecipazione del pubblico, si attua la sfida corpo-mente (la sensazione che si recepisce dopo l'analisi del cervello); si cerca di trasmettere la tensione di un futuro nelle mani del progresso scientifico, ma con il timore della guerra nucleare; i timori dell'individualità in un mondo sempre più globalizzato. I dipinti sono caratterizzati, a parte l'illusione ottica e il senso di movimento, anche dalla fredda e calcolata apparenza di essi. Una delle opere più importanti di questo periodo è Fall (1963).

### La carriera internazionale
Nel 1965, Riley espose alla mostra di Op art che si tenne a New York, The Responsive Eye, insieme a Victor Vasarely; uno dei suoi dipinti è stato riprodotto sulla copertina del catalogo della mostra. Questo piccolo gesto, ma simbolico, causò una spaccatura tra lei e il resto del movimento, ed espresse disappunto sul fatto che una sua opera venisse usata a scopi economici. Dopo una grande retrospettiva nei primi anni '70, Riley iniziò a viaggiare molto. Dopo una gita in Egitto negli anni '80, dove trovò l'ispirazione ammirando i colorati geroglifici, Riley procedette con l'analisi approfondita del colore e del contrasto. In alcune opere, le linee di colore sono usate per creare un effetto simmetrico. Nel 1986 Riley incontrò i pittori Philip Taaffe e Ross Bleckner: questo confronto artistico ebbe come conseguenza l'inserimento di elementi diagonali nelle sue opere seguenti. Un esempio di questi quadri ricchi di colori è Shadowplay. Dopo l'inizio degli anni '90, Riley ha cominciato a delegare il lavoro ad alcuni operai (concentrandosi quindi unicamente sul disegno), come, dal resto, molti pittori della sua stessa corrente.